# Maarten Gerritszoon de Vries
 (décembre 2013).
Si vous disposez d'ouvrages ou d'articles de référence ou si vous connaissez des sites web de qualité traitant du thème abordé ici, merci de compléter l'article en donnant les références utiles à sa vérifiabilité et en les liant à la section « Notes et références ».
Pour les articles homonymes, voir de Vries.

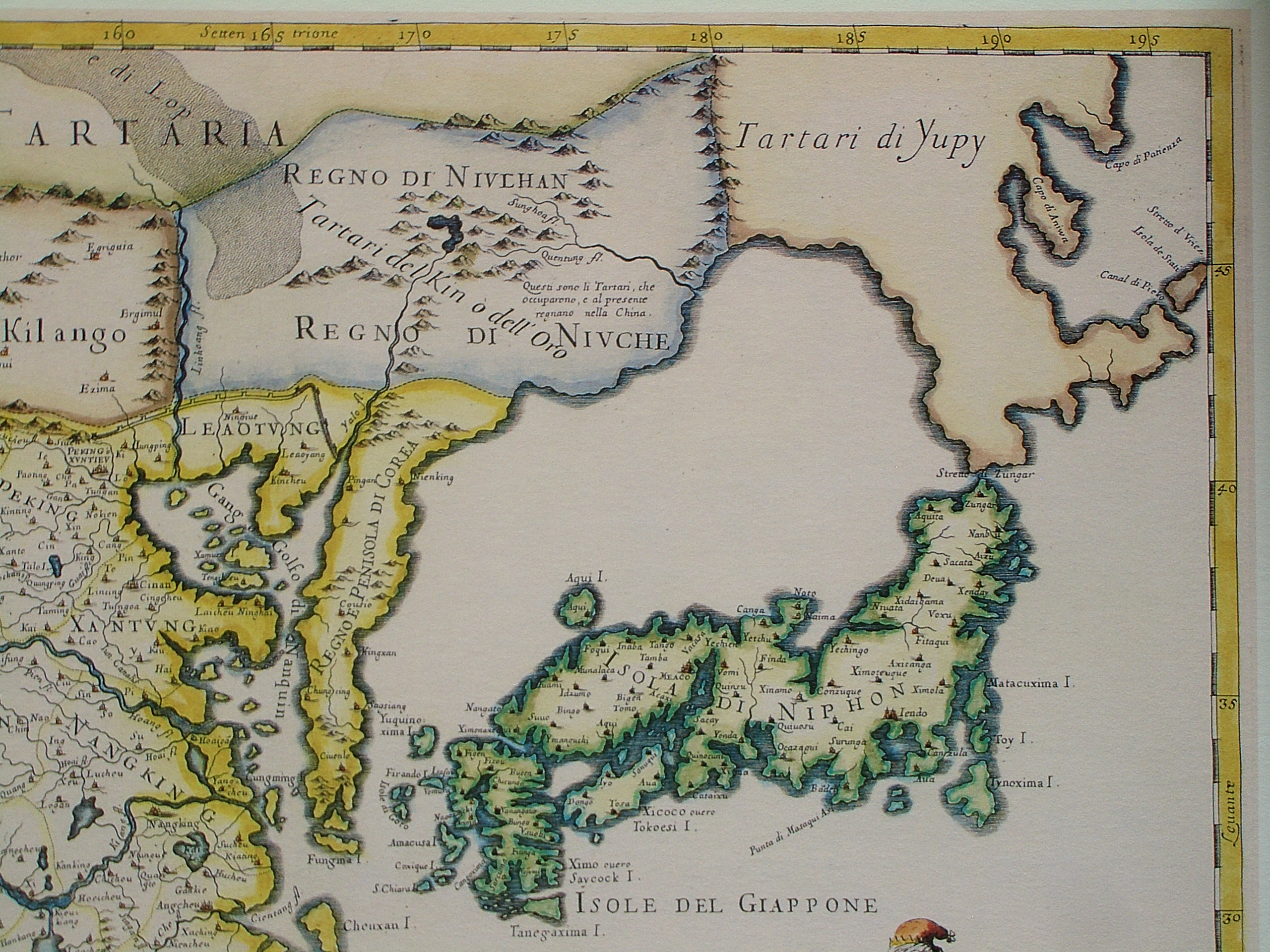
Carte italienne de 1682, montrant le cap d'Aniva (Capo di Aniwa), le cap Patience (Capo di Patienza), la Terre des États (Isola di Stati), et le détroit de Vries (Stretto di Vries). Comme De Vries n'a pas découvert le détroit de La Pérouse et le détroit de Tartarie, les cartographes ont rattaché Hokkaidō et Sakhaline au continent.

Martin Gerritzoon de Vries (18 février 1589 - 1647) est un explorateur hollandais du XVIIe siècle, et le premier navigateur occidental à décrire la mer d'Okhotsk et l'île de Sakhaline.

## Biographie
Il naquit probablement à Harlingen vers 1589 et passa plusieurs années à Formose où il débarqua du Wapen van Hoorn sur lequel il était matelot en 1621.
En 1643, il fut chargé par le Antonio van Diemen, gouverneur de Batavia pour la Compagnie néerlandaise des Indes orientales d'explorer la côte de Tartarie afin d'y rechercher sur les îles encore inexplorées des métaux précieux.
Deux navires quittèrent Batavia en février 1643 : le Castricum sous le commandement de De Vries et le Breskens sous celui de Hendrick Cornelisz Schaep. Après avoir fait escale à Ternate dans les Moluques, les deux navirent perdirent le contact le 20 mai après une tempête essuyée au large d'Hachijo Shima, île qui fut baptisée Ongeluckich (« Malchanceuse »).
Le Breskens mouilla à Yamada sur Honshu et reçut bon accueil de la population locale, ce qui n'empêcha pas le shogun Tokugawa Iemitsu d'arrêter dix hommes d'équipage (dont le capitaine), afin de les interroger à Edo, les autorités japonaises craignant le débarquement de jésuites espagnols. Le malentendu étant levé, les hommes d'équipage furent libérés neuf mois plus tard. Entre-temps, le Breskens était reparti sans capitaine à la recherche d'or et d'argent.
Pendant ce temps, le Castricum fit voile vers les Kouriles septentrionales, et visita Itouroup, baptisée Terre des États et Ouroup, baptisée Terre de la Compagnie. Le détroit s'étendant entre les deux îles se nomme toujours détroit de Vries.
Le Castricum, pénétrant dans la mer d'Okhotsk, se dirigea vers le Nord sans rencontrer de terres, et, après avoir été déporté au sud-ouest, toucha la côte septentrionale de Hokkaidō. De là, il reprit son cap au Nord et découvrit le cap Aniva (la pointe sud-est de Sakhaline), la baie Patience, ainsi nommé car De Vries dut y attendre patiemment que le brouillard se lève, et le cap Patience, à l'Est de la baie.
Après une excursion à l'Est dans le Pacifique, le Castricum retourna dans les eaux japonaises et rejoignit le Breskens au large de Kyushu. Les deux navires rentrèrent à Batavia à la mi-décembre 1643.
Une relation de son voyage parut en néerlandais, Amsterdam, 1648. Leupe a publié en 1868 le journal de bord du Castricum, et Eekhoff sa biographie, Leeuwarden, 1859.